# Naturhistorisches Museum der Universität Zürich
Das Naturhistorische Museum in Zürich ist Teil der Universität Zürich. Es entstand aus dem Zusammenschluss mehrerer ehemaliger Museen der Universität Zürich, namentlich des Zoologischen Museums, des Paläontologischen Museums, des Anthropologischen Museums und des Botanischen Museums. Der Eintritt ist frei.
Das 2024 eröffnete Museum beherbergt den öffentlich zugänglichen Teil einer umfangreichen Sammlung von Tierpräparaten und Skeletten, Fossilien und Modellen. Der nicht öffentliche Hauptteil der zoologischen Sammlung ist in der Universität Zürich-Irchel untergebracht.

## Standort
Das Museum liegt in der Karl-Schmid-Strasse 4 im 1914 errichteten Hauptgebäude der Universität Zürich. An diesem Standort waren bis 2024 bereits das Zoologische Museum und das Paläontologische Museum untergebracht. Vom Stadtzentrum aus ist das Museum bequem zu Fuss zu erreichen, wobei die Anhöhe zwischen Central und Polyterrasse mit der Polybahn überwunden werden kann. Die nächstgelegene Tramhaltestelle ist "ETH/Universitätsspital", die durch die Tramlinien 6, 9 und 10 bedient wird.